# أوكالبتوس بوليفي
كينا بوليفية (الاسم العلمي:Eucalyptus boliviana) هي نوع من النباتات تتبع جنس الكينا من فصيلة الآسية.